# Bermudy na Zimowych Igrzyskach Olimpijskich 2018
Bermudy na Zimowych Igrzyskach Olimpijskich 2018 – występ kadry sportowców reprezentujących Bermudy na igrzyskach olimpijskich w Pjongczangu w 2018 roku.
W kadrze znalazł się jeden zawodnik – Tucker Murphy, który wystąpił w jednej konkurencji biegowej. Pełnił on rolę chorążego reprezentacji podczas ceremonii otwarcia i zamknięcia igrzysk. Reprezentacja Bermudów weszła na stadion jako 27. w kolejności, pomiędzy ekipami ze Stanów Zjednoczonych i Belgii.
Był to 8. start reprezentacji Bermudów na zimowych igrzyskach olimpijskich i 26. start olimpijski, wliczając w to letnie występy.

## Skład reprezentacji

### Biegi narciarskie
| Konkurencja                                         | Zawodnik      | Finał   | Finał   | Finał   |
| Konkurencja                                         | Zawodnik      | Czas    | Strata  | Miejsce |
| --------------------------------------------------- | ------------- | ------- | ------- | ------- |
| Bieg indywidualny mężczyzn na 15 km stylem dowolnym | Tucker Murphy | 43:05,7 | +9:21,8 | 104.    |